# Teodor Martynjuk

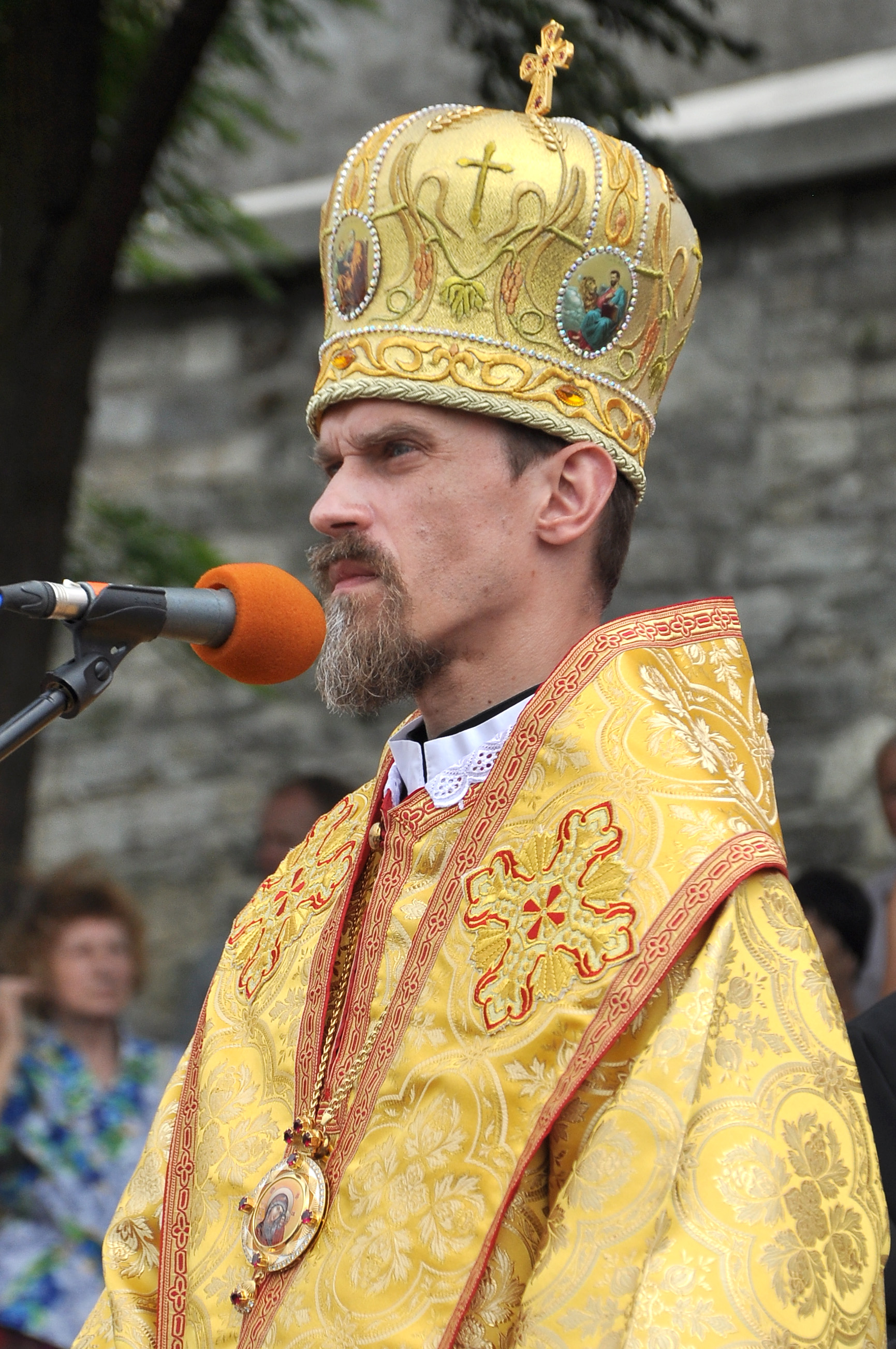
Teodor Martynjuk MSU

Wappen von Teodor Martynjuk als Weihbischof

Teodor Taras Martynjuk MSU (* 1. Februar 1974 in Jaremtsche, Oblast Iwano-Frankiwsk, Sowjetunion, heute Ukraine) ist ein ukrainisch griechisch-katholischer Ordensgeistlicher und Erzbischof von Ternopil-Sboriw.

## Leben
Teodor Martynjuk trat 1993 der Ordensgemeinschaft der Studiten bei und legte 1997 die ewige Profess ab. Er empfing am 20. Januar 2000 das Sakrament der Priesterweihe durch Ljubomyr Husar.
Die Synode der ukrainischen griechisch-katholischen Kirche wählte ihn zum Weihbischof in Ternopil-Sboriw. Papst Franziskus stimmte seiner Wahl zum Weihbischof in Ternopil-Sboriw am 12. März 2015 zu und ernannte ihn zum Titularbischof von Mopta. Der Großerzbischof von Kiew-Halytsch, Swjatoslaw Schewtschuk, spendete ihm am 22. Mai desselben Jahres die Bischofsweihe. Mitkonsekratoren waren der Erzbischof von Ternopil-Sboriw, Wassyl Semenjuk, und Wenedykt Aleksijtschuk MSU, Weihbischof in Lemberg.
Am 17. Oktober 2024 wählte ihn die Synode der ukrainischen griechisch-katholischen Kirche zum Erzbischof von Ternopil-Sboriw. Die Amtseinführung fand am 8. Dezember desselben Jahres statt.